# 数字であそぼ。
『数字であそぼ。』（すうじであそぼ。）は絹田村子による日本の漫画作品。
『月刊フラワーズ』（小学館）にて2018年8月号から連載中。

## 概要
数学に人生を捧げた学生・教授たちの姿を、いかにも「大学生の青春」らしいシチュエーションと共に、さまざまな数学のトリビアを交えてユーモラスに描く作品である。作品は京都大学数学科出身者に取材した内容を元にしており、作中で描かれているエピソードも実際にそのような先生がいたという話をもとにしている。また、理系大学生たちの生活を描くという点で佐々木倫子の『動物のお医者さん』を彷彿とさせ、獣医学を数学に置き換えたバージョンの『動物のお医者さん』とも言える内容になっている。タイトルはNHK教育テレビの番組『えいごであそぼ』のもじりであり、「数学であそぼ」ではないのは語呂から。
2023年4月には、実在の京都大学理学部・理学研究科とのコラボレーションを行い、同学科の広報誌として、絹田による描き下ろし短編『京大理で学ぼ。』が発行された。紙媒体での配布のほか、京都大学のWebサイトで電子書籍として無料公開されている。
2024年には、第69回令和5年度小学館漫画賞を受賞した。

## 製作背景
『重要参考人探偵』の連載終了後、次回作の構想を練っていた絹田は、たまたま数学好きの人と知り合った。絹田自身は文系で高校の数学もよく判らなかったのだが、その人と話すうちに文系の自分とは違う考え方や価値観を持っていることに興味を抱いた。一例で言うと、絹田にとって数学とは「公式などをたくさん覚えて問題を解くもの」だったが、数学好きの人たちに言わせれば「公式は覚えなくていい」というものだった。そこで主人公を「数学が判らない」側とし、「数学が暗記科目ではない」ことを強調するために記憶力を強化した設定を付けた。
ストーリーは先にシチュエーションを考え、数学科出身の人に数学ネタをどう絡められるか意見を聞きながら組み立てている。逆に数学のネタが最初にあり、そこからストーリーにしている話もある。読者には数学が好きな人もいれば、数学が苦手な人もいるので、絹田自身が聞いてもさっぱり理解できないことは入れないことにしている。
舞台となる「吉田大学」のモデルが東京大学ではなく京都大学となったのは、取材相手が元京都大学生であったことと、絹田自身も大学時代を京都で過ごしており、京都の大学生が遊ぶ場所などの雰囲気を体感していたことからである。また、主人公が奈良出身というのは、絹田の地元であり帰省の際に取材ができるという点からである。

## あらすじ
横辺建己は、見た物をそのまま記憶できる親譲りの映像記憶の能力から、神童と呼ばれて育った。将来は物理学者としてノーベル賞受賞と周囲からも言われ、本人もその気になって、京都の名門・吉田大学理学部に現役合格した。しかし、初日の2限に受講した数学の授業がまったく理解できず困惑。周囲の同級生も同じだろうと思って声をかけるも、逆に大学の講義は分かりやすいと返され人生初の挫折を経験した横辺は、ショックのあまりその足で下宿に帰って引きこもり、そのまま2年も留年してしまう。
大学3年目の春、横辺は大学から届いた手紙を見て留年生向けの面談に参加し、数学の教授から「お友達を作りなさい」と促される。一念発起してやり直すことを決めた横辺は、同じく2年留年していた同学年の北方創介とたまたま出会い、気を取り直して再び大学に通い始める。
横辺は北方に助けられながら、高校までの数学とは全く違う「大学の数学」に悪戦苦闘するうち、猫田賢、夏目まふゆ、平坂世見子など変わり者揃いの理学部の学生たちと交友を持つようになる。彼らは数学とは理解して積み重ねていく学問だと言うが、横辺には大問題。次々と立ちふさがる難問に混乱する横辺だったが、友人達の助けを借りてどうにか単位を揃え、北方、猫田、夏目、平坂と共に理学部数学科へと進む。（以上、2巻まで）

## 主な登場人物

### 学生
横辺 建己（よこべ たてき）
主人公。奈良県出身。見た物をそのまま記憶する映像記憶の能力があり、暗記物にはとてつもなく強い。そのため、自分で考えることなく、真に理解することなく試験では高得点を獲得し、高校までは神童と呼ばれていた。
しかし「理解して積み上げていく」ことが重要な大学数学ではそれまでの丸暗記法が通用せず、入学初日の微分積分学の授業で出てきた「実数の定義（デテキント切断）」が全く理解できなかったことで、人生初の挫折を経験。そこから2年留年し、1単位も取得しないまま3回生を迎えている。再び大学に通い出してからも、大学の期末試験などでも授業内容の理解が追いつかず、やむなく過去問を丸暗記することでどうにか単位を取得していることもある。
北方と出会ったことで自分が丸暗記だけで全てを乗り切ってしまっていたことを自覚し、必死に大学の数学と悪戦苦闘する日々を送るようになる。入学当初は物理志望であったが、数学を理解するべく奮闘しているうちに他の専攻と迷うようになり、最終的には早乙女教授の言葉を受けて数学専攻の道を選ぶ。
穏やかな性格の常識人だが、大学入学まで勉学について挫折を知らず、周囲から称賛・羨望されることが当たり前の人生を送ってきたため、人間的にどこか欠落したところがある。また、生まれてからずっと田舎の狭い環境で過ごしてきたこと・大学入学後もろくに通学していなかったことからか、やや世間知らず気味な面もある。
「記憶力だけで入試を乗り切った数学に向かないタイプ」、「（大学）数学は暗記科目ではないということを強調するために覚えられるけど、理解できない主人公」として設定された。
ゼミは早乙女教授の代数学1群。ゼミ専攻は可換環論・代数幾何学。院試に合格して吉田大学大学院（修士課程）へと進んだ後は、Bコースを選択して引き続き早乙女教授のゼミとなった。

北方 創介（きたかた そうすけ）
理学部に在籍する男性。横辺と同期だが、横辺同様に入学してから2年間、1単位も取得していなかった。
早乙女教授との面談を経て再び大学に通い始め、再履修の最中、自分と同じく留年生のオーラを漂わせている横辺を見かけて声をかけ、2留同士ということで意気投合。共に講義に出席するようになる。
留年したのはパチスロにはまり込んで自堕落な暮らしをしていたためであり、大学の数学そのものは非常に得意とする。パチスロに限らずギャンブル全般のジャンキーで、「ギャンブルは期待値ではなく分散に賭けるもの」とうそぶく。
高知県出身で、実奈（みな）・菜美（なみ)という双子の妹がいる。
首に何かあたるのが好きではないという理由で、首元の苦しい服は絶対に着ない。
ゼミは横辺と同じ早乙女教授の代数学1群。ゼミ専攻は可換環論・代数幾何学。大学院（修士課程）ではAコースを選択。

猫田 賢（ねこた けん）
理学部に在籍する男性。東京出身。横辺と同期だが、途中で物理系から数学系に志望を変更したため、初登場した3回生夏の時点では単位を取り終えていない（＝1留）。
理系科目の過去問を20年分ほど集めており、それを時価で売っている。販売の際には「引っ掛け要素のある数学パズルを客に解かせ、解答に応じた価格で売る」という手法を取っている。このため横辺は高額な価格で購入しているのが常。売っている過去問の質そのものは高く、その噂を聞きつけた北方が横辺に教えたことがきっかけで二人と知り合う。
言葉をオブラートに包めないタイプで、率直な発言で場の雰囲気を壊したり人を傷つけたりすることがある。ファンド会社を経営する裕福な家庭の生まれで、親が京都市に所有する高級マンションに住んでいる。母親は50代だが、金にあかせてエステに通い詰めたことで30代に見える容姿をキープしている。
生まれ育ちゆえか年齢に似合わず世間慣れしており、横辺が人間関係絡みのトラブルに巻き込まれると、助け舟を出して解決に導いてやることもある。家業の関係で若くして証券取引に慣れ親しんでおり、父親から渡されている大学生活の資金を使い、株取引で足りない学費や生活費を稼いでいる。また数学的な思考力を生かし、機械学習による証券市場分析に手を出している。
ゼミは中條准教授の幾何学1群。ゼミ専攻はモース理論。大学院（修士課程）ではBコースを選択。数学的な考え方には長けている。

夏目 まふゆ（なつめ まふゆ）
理学部に在籍する女性。横辺と同期だが、1年間遊んでいたため、初登場した3回生夏の時点では単位不足から専攻は決まっていなかった（＝1留）。新潟県出身。
1回生最初の講義のあとに横辺に「公式も考えてその場で作ればいい。理解していればできる」と言い放ってトドメを刺し、横辺が留年する直接的なきっかけを作ったが、彼女自身はまったく覚えていなかった。3回生夏の集中講義で横辺と再会し、そのまま横辺たちと交友を持つようになる。
数学が天才的に得意であるが、社会生活能力に大きな問題があり、下宿としている女子専用マンションの部屋は腐海と化している。電子炊飯器には1か月ほど入れっぱなしで深緑色に変色した飯が入っていたほど。
他人の動向や世間の流行に無頓着で、基本的にはマイペースで冷静な性格だが、自身のプロポーションにコンプレックスを持っていたり、非常な大食いで飲食に強く執着する性格であったりと、感情的な一面もある。
シュリニヴァーサ・ラマヌジャンが好きで部屋のクローゼットの中にはポスターも貼っている（本作執筆まで絹田はラマヌジャンを知らず、まふゆが代数学の整数論を専攻することを決めた際に、知人に整数論界隈で著名な数学者を何人か挙げてもらった中で、最も変わっていて面白そうな人ということで採用された）。
ゼミは佐山准教授の代数学2群。ゼミ専攻は数論幾何学。大学院（修士課程）ではAコースを選択。

平坂 世見子（ひらさか よみこ）
理学部に在籍する女性。初登場時は留年無しの2回生。元々はまふゆの友人であり、彼女を介して横辺たちと知り合う。
実家は京都市内にある神社であり、京言葉で話す。メインキャラクターの理学部生の中では唯一の京都府出身者であり、京都の地理や風土を横辺たちに教えることもある。
至って常識人で、合コンやナンパなど若者らしい活動に積極的なタイプ。進学校の女子高出身のためか異性との出会いに飢えている節があり、人間に興味のないまふゆとは対極に近い性格。
数学系に属する数少ない女子同士ということもあってか、まふゆとは仲が良いが、そのマイペースな言動には度々振り回されている。メリハリのあるボディラインをしており、まふゆからは一方的な敗北感を抱かれている。ときたま、心霊スポットなどへ行くと、幽霊に取りつかれたような異常な言動をしたり顔がやつれたりする。
数学的な考え方は得意なタイプ。ゼミは椿教授の解析学1群。大学院（修士課程）ではBコースを選択。

アナンド
インド ムンバイ出身の男子学生。横辺、北方と同じく代数学1群の早乙女教授のゼミ生。
アニメ『じゃりン子チエ』のDVDで日本語を学んだため、こてこての関西弁を話す。留学生ではなく一般入試で吉田大学に入学している。
ヒンドゥー教の戒律を守って生活しているが、同時に重度のアニメオタクでもあり、自身の信仰は「マンガ・アニメオタク教」と断言している。このため京都市内ではなく、グッズのショップやメイド喫茶が豊富にある大阪市の日本橋に居住している。
インドの実家では本物のメイドを雇用している。実家のメイドと日本のメイド喫茶の店員の違いが、メイド喫茶にはまったきっかけの1つ。

花子 太郎（はなこ たろう）
理学部に在籍する男性。内部進学で大学院に進み、横辺・北方と同じ早乙女教授のゼミに在籍している。
生まれつき存在感がなく、横辺たちも大学院進学まで存在を認識しておらず、ゼミ教員の早乙女にすら部屋にいることを気づかれない程。作中でも体の色が薄く描かれる。

### 吉田大学の教員
早乙女 万里雄（さおとめ まりお）
吉田大学理学部数学科代数学の教授。温厚な人格者だが、常に独特なテンションで動いており、学生のみならず時に他の教員をも困惑させる。甘い菓子が好きでやたらと他人にも勧めたがる。
2留した横辺と北方を郵便で呼び出し、面談を行った。横辺が専攻に悩んだ際には、数学科を勧めて後押しを行っている。
横辺らがゼミ生となる年度では学部長に就任している。
数学の難問の問題解決の糸口を風呂上りに思いつき、そのまま考え続けてパンツ一丁で往来を歩いていたところを警官に確保され職務質問されるエピソードは加藤和也の大学院生時代のエピソードが下敷きと思われる。

中條 実樹（なかじょう みき）
吉田大学理学部数学科の准教授。講師や学生にも敬語を使い、必要以上には話さない。基本的に常識人だが、ハゲている事を気にしている。
横辺らが自身の講義についていけていないことを知り、（学生にとっては非常に難解だが）自身にとってはごく易しい課題を用意する・受講生の理解度を向上させるべく（学生には不評だが）毎回の授業で課題を配るようになる、など学生思いの一面もある。
出張先で早乙女と数学について3時間ほど議論し飛行機を逃してしまうなど、心の底から数学を愛していることがうかがえる。

椿 千賀弥（つばき ちがや）
吉田大学理学部数学科解析学の教授。数学教室で唯一の女性教授で、数学科に女性が少ない事をとても不満に思っている。嫌いな言葉は「女は文系、男は理系」。夢は大学内にある大きなクスノキの下で女だらけで数学を語らうこと。
感情的になりやすく、怒ると大声を出し、思いついたことはすぐに実行する実践派。また、一人では実行できないことは他の教員や学生をも巻き込んで実行するなど、少し自己中心的な一面を持つ。
既婚者であり、夫は同じ数学科の佐山准教授。しかし、佐山による回想では「勝手に婚姻届が受理された」とのこと。

佐山 理人（さやま りひと）
吉田大学理学部数学科の准教授。いつも顔色が悪く、咳き込んでいることも多い。後に夏目のゼミの担当となる。
既婚者であり、妻は同じ数学科の椿教授。ラ・パパンの店の常連で、610gで320円の山食（山型食パン）を二日に一度買いに行き、パン屋には佐山専用の山食が用意してあるほど。
ゼミでは夏目の発表を寝ながら聞いており、気になる点がある場合にだけ起き上がる。ゼミの部屋は汚い。

八田 市太郎（はった いちたろう）
吉田大学理学部数学科の教授。面倒くさがりな人物で、ゼミ選考の問題はいつも使い回しており、過去問があれば乗り切れてしまう。そのため学生からは単位を取りやすい教授として認識されている。

安孫子 貴司（あびこ たかし）
吉田大学理学部数学科の准教授。基本的常識人。あまり、登場していない。

### 横辺の関係者
大家さん / 大八木（おおやぎ）
横辺の下宿「紫陽花荘」の大家をしている老齢の女性。だんごの飼い主。
京言葉を話し、常に着物姿で過ごしている。紫陽花荘の隣にある母屋に住み、店子の横辺だけでなく北方たちとも度々交流している。
既婚者であり、子供が独立した現在は夫と二人で暮らしている。夫はほとんど登場しないが、ウィスパーボイスかつ寡黙で、横辺にお小遣いやお年玉をあげるなど太っ腹な性格をしている。大きな京町家に住む、顔が瓜二つの姉がいる。

だんご
横辺の下宿「紫陽花荘」大家の飼い犬、雑種の雄。女性好き。
夜寝ているときにおしりなどを横辺の頭に付けるなど、横辺のことを信頼しているようなしぐさを見せる。
横辺は引きこもり期間中、だんごの餌係・散歩係をしていた。

直久
横辺のハトコの男の子。横辺を慕って吉田大学理学部を志望していたが、入学した横辺の堕落っぷりを見て、吉田大学に現役合格したものの「吉大は怖いから東京のほうに行った」とのこと。

### その他の登場人物
デルタン
横辺たちが住んでいる町のマスコットキャラクター。人形、Tシャツ、タオルなど様々なグッズが展開されている。作者のアバターとして、読者への数学の説明役も担う。

厚田 紗耶（あつた さや）
和菓子屋の娘で、初登場時には中学2年生。北方が家庭教師をしている。同級生の弓削に好意を持っている。

弓削（ゆげ）
厚田の同級生の男子。数学の点数が酷く、北方からは「弓削君はこのままだと（数学が）まずい」と言われたほど。チョコレートアレルギーであるため、沢山の女性（厚田含む）からバレンタインチョコをもらうが受け取りを拒否した 。

実奈（みな）・菜美（なみ)
高知出身の北方の妹で双子。同じ大学で大阪で二人暮らししている。北方によると、様々な罪を擦り付けられたとのこと。東川湯の常連には、化け狸に間違われ、塩をかけられ、横辺にはお化けに間違われた。また、北方の電話帳には「悪魔1」と出ていた。

## 地名
吉田大学（よしだだいがく）
主人公らが在学する国立大学。京都市にあり、ノーベル賞受賞者を多数輩出している。キャンパスや建物の様子は京都大学そのものである。
理学部の場合、2年次終了までは数学系、物理学系、宇宙物理学系などに別れず理学部理学系として単位を取得し、必要な単位を獲得した場合に専攻を決める。横辺と創介は二留していたため1年間で必要な単位をそろえて数学系へと進んだ。
理学部生の約80%は大学院へ内部進学するため、学部の時点では新卒就活をする風潮はない。
数学系の在籍者のほとんどは男性で、現在の女子学生はまふゆと世見子のみ。数学科の大学院は「理学研究科数学・数理解析専攻」として設置されており、さらにその中でも、博士課程進学を見据えた学生向けのAコースと、修士課程のみで卒業する予定の学生向けのBコースに分かれている。
コノエ寮（モデルは京都大学吉田寮）と称する古びた寮がある。

紫陽花荘（あじさいそう）
横辺の下宿先。吉田大学の近郊になるが、築60年、風呂無し、クーラー無しであり、横辺以外の下宿人はいない（犬のだんごと同居状態）。第3話でクーラーが設置されるが、横辺のためではなく、だんごのため（暑いと庭に穴を掘ってもぐるため）。強盗の被害に遭ったことがある。
モデルとなった下宿は現存しているが、営業はしていない（2019年時点）。

ラ・パパン
佐山行きつけのパン屋。

イイ鴨（イイかも）
北方がよく賭けマージャン（違法）をしに行っている。常連は、福満、江頭、荒井、北方。

田中町（たなかちょう）
横辺たちが住んでいる町。

東川湯
横辺行きつけの銭湯。

デルタ
鴨川デルタの略。吉田大学近くを流れる川の三角地帯。

深泥池（みぞろがいけ）
天然記念物。タクシー怪談の発祥の地。

清滝トンネル（きよたきトンネル）
モデルは清水トンネル。平坂が異常な言動を起こしたことがある。

岡崎公園
毎月、フリーマーケットが行われている公園。

朝堂院本舗
「京都府京都市中京区六角通高倉東入ル南側堀野下町125」にある、架空の和菓子屋。修学旅行中の生徒の成美ともう一人の女の子が行きたがっていた店。

城崎温泉
横辺らが卒業旅行に行った温泉地。

## 書誌情報
- 絹田村子 『数字であそぼ。』 小学館 〈フラワーコミックスアルファ〉、既刊14巻（2025年7月10日現在）
  1. 2018年12月10日発売[19]、ISBN 978-4-09-870281-7
  2. 2019年6月10日発売[20]、ISBN 978-4-09-870452-1
  3. 2019年12月10日発売[21]、ISBN 978-4-09-870665-5
  4. 2020年5月8日発売[22]、ISBN 978-4-09-871024-9
  5. 2021年1月8日発売[23]、ISBN 978-4-09-871274-8
  6. 2021年7月9日発売[24]、ISBN 978-4-09-871298-4
  7. 2022年1月7日発売[25]、ISBN 978-4-09-871560-2
  8. 2022年9月8日発売[26]、ISBN 978-4-09-871714-9
  9. 2023年3月9日発売[27]、ISBN 978-4-09-872033-0
  10. 2023年8月10日発売[28]、ISBN 978-4-09-872213-6
  11. 2024年4月10日発売[29]、ISBN 978-4-09-872563-2
  12. 2024年9月10日発売[30]、ISBN 978-4-09-872677-6
  13. 2025年2月10日発売[31]、ISBN 978-4-09-872895-4
  14. 2025年7月10日発売[32]、ISBN 978-4-09-873121-3

### 番外編
あとがきであそぼ
単行本巻末のおまけ漫画。作中に出てきた数学の問題の解説・答え合わせや、作者のコメントなどが掲載されている。
全巻にあるわけではない。

犬に分数
『月刊flowers』2019年4月増刊春号に掲載された。のちに単行本第4巻に収録されている。

God's Number
同2019年12月増刊冬号に掲載された。のちに単行本第4巻に収録されている。

イレブンズ★アワー
同2023年9月号に掲載された。のちに単行本第12巻に収録されている。。
絹田の画業15周年記念読み切りで、絹田の代表作（『さんすくみ』『重要参考人探偵』『数字であそぼ。』）のクロスオーバー作品。タイトルの由来は、これら3作品の主人公を全て合わせると11名になることから。

Dango's bar
同2021年増刊春号より番外編シリーズとして不定期掲載中。バーを訪れた客の数学の悩みに店員の横辺たちが答えていくという内容で、本編とのつながりはない。
のちに一部が単行本第12巻以降に収録。